# 应试教育

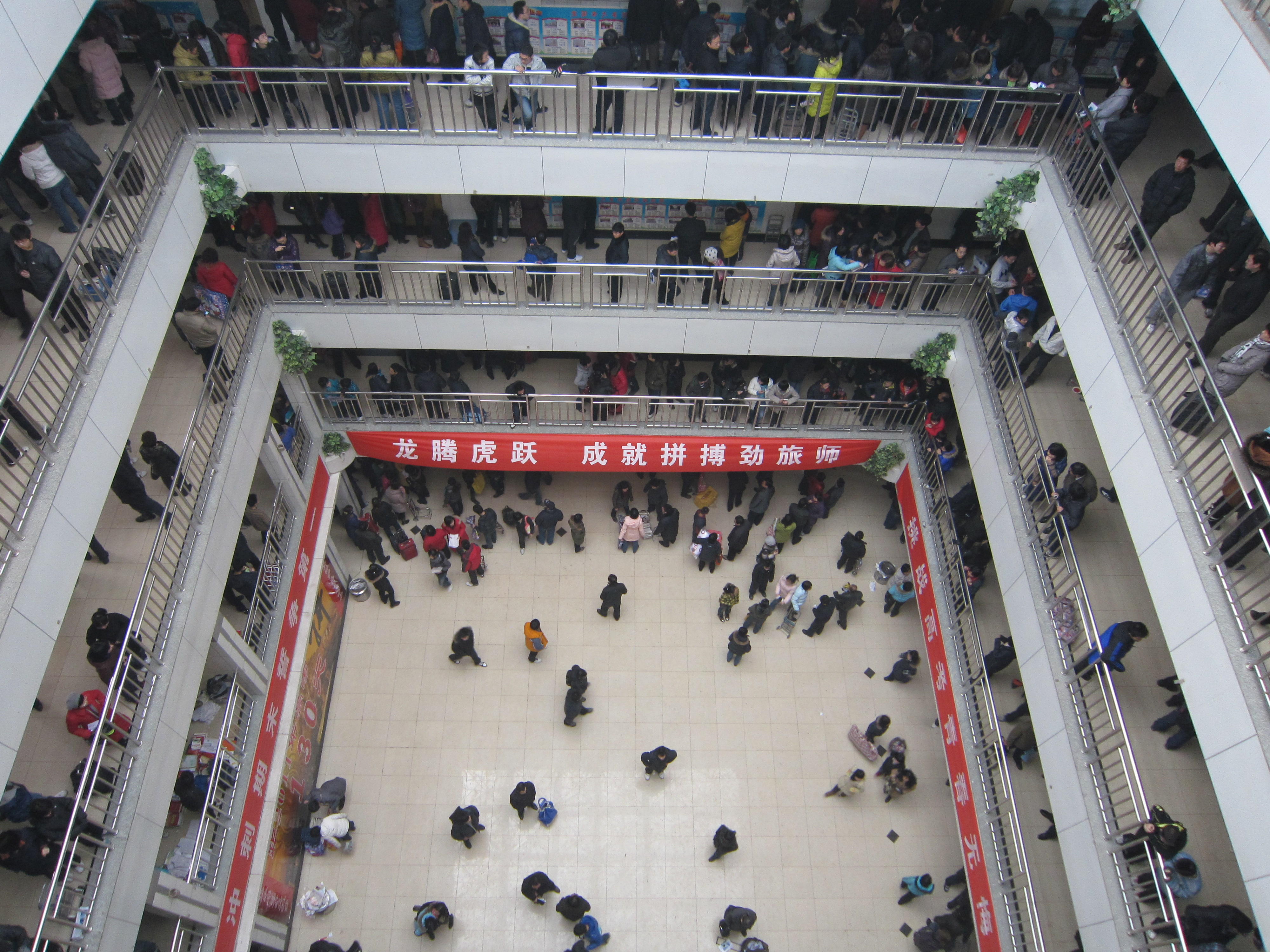
衡水中学的一景。衡水中学在中国可以被认为是应试教育的象征和最为极端的代表学校。

应试教育通常被视为一种以提升學生应试能力为主要目的，且十分看重于背誦、解題等机械化学习方法與追求考试成绩的教育制度，其課程主要側重於讓學生為標準化考試做好準備。

## 概述
应试教育又称凯洛夫教育学，源自由苏联教育家伊万·凯洛夫根据十月革命後至1930年代教學經驗的基礎而形成的課堂教學的一整套模式和規範。应试教育被中国大陆地区滥用，虽然进入二十一世纪此后高考改革、中考改革亦陆续启动，但由于升学主义、陋习和教育观念问题等原因，中国的教育目前还是以应试教育为主。大部分教育资源缺乏地区大多都是采用应试教育，只有少数发达地区采用素质教育。
應試教育是給出考試範圍的具體信息，然後在每個單元結束時進行測試，通常這些是考察死記硬背而不是考察理解力或邏輯思維的測試，而且这样的学习方式缺乏对学生的交流与沟通，並限制教師培養學生對教學主題的整體理解的能力，反而消耗學生的學習激情。應試教育除了是基礎教育及升學考試中最常見的教學法外，也經常用於基於技能的學習，如打字和運動，在這些情況下應試教學是主要做法。

## 历史
中华人民共和国成立后，马克思主义被确立在教育学建设中指导地位，批判和清理民国时期以学习英美为主的教育学，后者被称为“资产阶级教育学”，引进与学习苏联教育学。苏联的教育体制不仅适宜于国家初建时所必须的政治和思想的控制、意识形态的培养与灌输的需要与经济体制的特点，同时还与当时中国对苏联教育的独特好感以及急功近利的拿来主义思想相关。如陈伯达1953年在中科院一个研究小组的谈话中表达了这种思想。

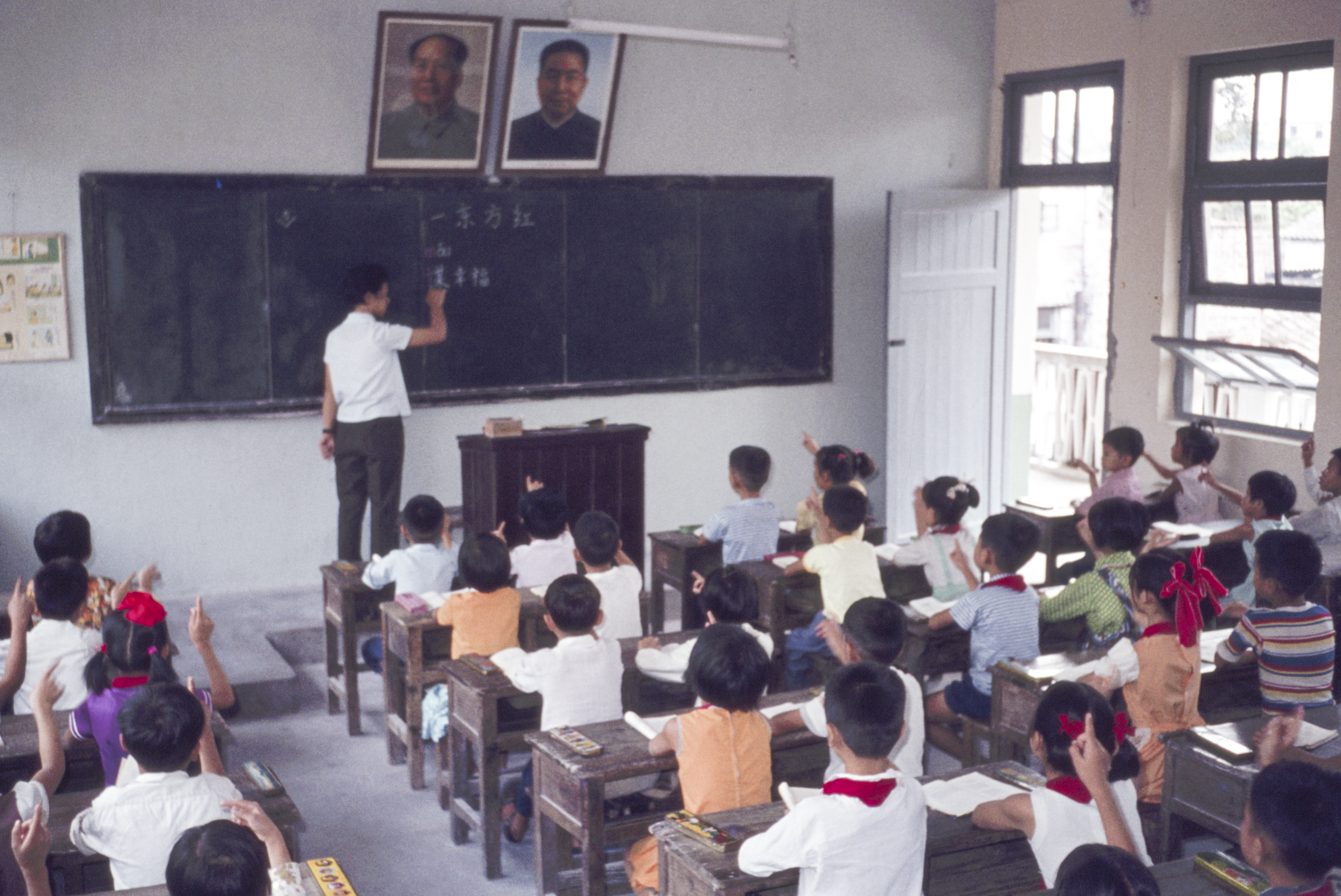
1978年中国一间正在上课的小学教室。学生们在老师指引下做着整齐划一的手势

1951年12月，人民教育出版社首次出版发行苏联教育家凯洛夫的《教育学》，一时间洛阳纸贵，该书成为当时师范院校公共课教育学必修教材和广大在职教师的工作宝典，有的地方甚至人手一册。在特定历史环境下，强调“组织教学、复习提问、讲授新课、巩固新课（或知识、练习）、布置作业”五步教学法的凯洛夫《教育学》，出版后风靡全国，为当今中国的应试教育打下基础。
建立在凯洛夫教育学体系基础上的教学模式过于强调知识、技能、教师、教材的重要性，造成对学生的主动性、积极性重视不够，使课堂教学缺乏生机与活力。还可能对学生的想象力，创造能力有着明显的负面作用。这种负面影响可能通过3个机制发生作用：即降低拔尖学生的知识掌握宽度和深度，降低冒险质疑精神以及对不确定的容忍态度，弱化学习的内在动机。降低学生的创造能力和发散性思维，造成不可逆的影响。例如，在2009年，教育进展国际评估组织对21个国家进行调查，结果是中国中小学生计算能力第一，但想象力倒数第一、创造力倒数第五。中国科普研究所在中国大陆九个省（市）72所中小学进行了一场关于青少年创造性思维的简单的测试，测试总分为80分，参与调研的孩子们平均得分仅29.97分，远远未达及格线。中国教师最关心的是今天学生学到了多少知识，考试打了多少分，而一些发达国家的教师，例如美国，最关心的则是学生每天提出多少问题，解决多少问题。中国的学生所学的东西越多，他们的创造力思维和理论联系实际的能力就越受到束缚。这就是应试教育的一大缺点，它的条条框框扼杀了学生的创新能力，使学生成为一个缺乏创新思维的人。

## 批評
根據提出坎貝爾定律的社會學家兼心理學家唐納·坎貝爾的說法，「在以一般競爭力為導向的正常教學方法的狀況下，考試可以是一個讓學習成效的有用指標；但是當考試分數變成教學的目標時，它就不是教育中的有用指標，同時也會導致學校教育受到不當的扭曲。」應試教育的反對者認為，它迫使教師將課程限制在一定範圍內，以提高學生在規定考試中的表現。這會導致對過度重複簡單、孤立的技能的病態關注，並限制教師培養學生對教學主題的整體理解的能力，反而消耗學生的學習激情和教師的教學精力。
這種做法被證明會降低標準化考試的有效性，並可能無法準確反映學生掌握知識的水平。布魯克大學副教授 Louis Volante 博士認為由於許多原因，考試成績不一定是反映學生能力的公平指標，一些通過家庭作業或學習掌握課堂材料的學生可能由於缺乏應試技巧而無法在考試環境中取得成功。加州大學教育研究研究生院名譽教授 W. James Popham 也表示，標準化考試對於不同背景的學生來說並不是一個公平的競爭環境。
應試教育可能會歪曲學生的真實學習水平，例如為了完成閱讀測試而學習詞彙的學生即使詞彙量狹窄也會取得很好的成績，在數學中只練習類似測試的問題的學生通常無法正確回答以不同方式評估相同技能或概念的問題。批評者認為以考試為中心死記硬背的同時排除了創造性技能和抽象思維能力的培養，儘管對於道德、審美、生活技能以及根據學生的抱負來說創造力對成功更為重要，但教師和學生都將大部分時間花在學習教科書概念以備考上，以標準化考試為中心的教育系統並沒有真正教育學生，也沒有為他們提供滿足未來生活需求的能力。
在日本，至少到了20世纪70年代，为了成绩而死记硬背的现象已经成为普遍现象，比如“考完就忘记了”，这导致学生缺乏创造性。由于填鸭式教育的影响，校园暴力、未成年犯罪、欺凌等成为20世纪80年代学校的问题，这引发学生与家长的批评。为此在1980年文部省发出了《预防学生犯罪》的通知，以期纠正校园暴力的增加和犯罪年龄的下降。后来日本的学校决定将政策改为寬裕教育，重点是激发儿童和学生的积极性学习。但是2008年公布了和過去刪減內容的作法相反，增加學習內容，但更強調學校與家庭、地域相結合及學生思考、分析、應用及統整能力培養，非議填鴨式教育的《學習指導要領》，被日本媒體稱為「脫寬裕教育（脱ゆとり教育）」,一定程度上又回歸到傳統的應試教育上。
对偏科生的不良影响。偏科生，某些课程学得很好，某些课程学得不好，因为偏科的原因，升学考试总成绩不理想，被迫就读比较差的中学及分入慢班，差学校中，无心向学和品德差的学生比例高，偏科生被迫与这些问题学生为伍，对偏科生成长造成不良的影响，高考时由于偏科拖累总成绩，不参加高考，或考不上大学，被迫中止学业，该现象一般发生在大学扩招前。1999年中国实行大学扩招后，学校减少对偏科生参加高考的阻挠。参加高考的偏科生为了达到最优化的效果（例如考上本科或就读排名前一点的大学）必须调整自己的专业方向，不能在大学继续学习自己擅长的课程，应试教育变成了扼杀人才。
学校教育课程非常多，在应试教育下为了使学生集中精力学习这些课程，老师不鼓励课外学习非学校教育规定要学的东西，有些学生根据自己的需要学习教程以外的东西学得非常好，因而影响了在学校的学习成绩，而被老师和同学看不起，因为学校和老师，不鼓励课外学习非学校教育要学的东西，因而埋没了课外学习成才的可能，也埋没了人才。
中国在20世纪50年代引入应试教育，并在中国占主导地位，而文化大革命时期则遭受抵制，它被當作資本主義和修正主義教育學而大受批判，如1976年元旦在中国上映的电影《決裂》则体现“阶级斗争”观下应试教育和课程设计的学非所用“对人民的毒害”。就算文革过后，中国的课程设计脱离实际，对学生以后出来社会工作帮助不大，上大学后除了专业课外，捆绑一些学非所用的课程，如《马克思主义基本原理》《中国革命史》等。而学生在应试教育的要求下，就算学非所用的课程也要死記硬背地去应付考试，使學生产生厌学情绪，完全忽视了創造性思維能力的培养。大学生因为要应付这些学非所用的课程，占用大量专业学习的时间，分散了专业的学习，使得专业学习质量不高。
在应试教育的体制下，每逢升学考试前，很多学生和家长出现了考前焦虑、失眠、注意力不集中等情况，心理门诊患者大增。应试教育无论是对成绩好的学生，还是成绩差的学生都对学生心理健康造成不良的影响，在应试教育下，成绩好的学生，受到老师的宠爱，在掌声中成长，造成自视过高，出来社会后经受不了挫折。而学习能力不强，成绩差的学生和偏科生，被部分老师和同学看不起，被编入慢班，升学考试前，学校怕影响升学率和上线率（达到某一录取分数线，按照分数线由高至低被某些学校所录取），劝成绩差的学生和偏科生不要参加升学考试，貶損成绩差的学生和偏科生的人格，对学生造成心理阴影。例如台湾作家三毛，从小就是个偏科生，国文学得很好，但数学很差。因为偏科的原因受到羞辱，造成严重的心理障碍。对于一般的学生，在中国社会过分强调读书对前途影响的情况下，如古诗有句“书中自有黄金屋”，父母为了不让孩子输在起跑线上，催促子女学习，使得未有社会阅历的学生，心理压力异常大，失去了从童年到青年阶段应有的快乐，很多学生产生各种各样的心理问题。
在中国以升学率和上线率来衡量学校的质量，一些中学为了上线率，重金收买优等生，吸引这些优等生在高三或者在临近高考时，转校到他们的中学，参加高考，待高考放榜后，纷纷通过媒体宣传他们的学校在高考中取得的傲人成绩，以提高这些中学在社会上的排名，这些做法造成了，破坏教育公平，扰乱正常的教育秩序，扭曲学生价值观等不良影响

## 倫理学
1989年一項關於應試教學的研究確定了七個點，並且從最道德到最不道德依次排序：
1. 關於考試目標的一般說明。
2. 一般考試技巧指導。
3. 對通過標準化考試的指導。
4. 針對考試的具體題型的指導。
5. 針對考試的具體題型的指導，並以相同格式的考卷舉例。
6. 提前做過去的考試卷或做與考試的格式和內容相似的模擬卷。
7. 在考試之前或期間對考試具體內容的說明。

該研究得出的結論是，道德界限落在第三點和第五點之間，第一點和第二點是道德的，除以上所述，均为是不道德的。在現實情況中，只有第七點（即提前得知考試內容或在考試期間獲得協助）是不道德的，即使是次一級的第六點（做考古題）幾乎是所有考生應考標準化考試的必經過程。